# Camera delle meraviglie (Palermo)
La Camera delle meraviglie di Palermo è una camera delle meraviglie facente parte di un appartamento della via Porta di Castro nel quartiere dell'Albergheria, nei pressi del mercato di Ballarò e nell'area dell'antico letto del fiume Kemonia. 

## Storia
La sua scoperta risale al 2003, quando in una stanza dell'appartamento dei coniugi Giuseppe Cadili e Valeria Giarrusso venne casualmente alla luce parte di una decorazione con motivi arabi. Durante i lavori di restauro apparvero anche delle iscrizioni calligrafiche di colore oro e argento su fondo di colore blu, celate sotto quattro strati di calce e vernici. Inoltre, il restauratore Franco Fazzio si accorse che anche le porte erano dipinte in blu. Per stabilirlo con certezza, Giuseppe Salerno, radiologo dell'UNESCO, effettuò una TAC su una delle porte, trovando, sotto vari strati di vernice, un disegno diverso e più complesso. Da un'altra indagine condotta da Francesca Alberghina e Salvo Schiavone di S.T.Art-Test utilizzando una tecnica d'avanguardia a raggi X, la fluorescenza X, è emerso che la stanza sarebbe stata decorata nella seconda metà dell'Ottocento.
L'assoluta singolarità della camera suscitò amplissima eco internazionale, riscontrando notevole interesse tra docenti universitari, studiosi, esperti d'arte e islamisti di tutto il mondo. Inizialmente ravvisata come una moschea, data la forma cubolica e il balcone orientato in direzione de La Mecca, l'uso di un pigmento non associato alla sacralità musulmana e la collocazione in un palazzo non nobiliare indusse a non individuare un significato unicamente religioso, ipotizzando che si trattasse piuttosto di una cosiddetta “stanza alla turca” analoga a quella del re Ferdinando di Borbone presso la Palazzina Cinese, secondo la moda europea dell'epoca di allestire ambienti dalle atmosfere orientali per allietare gli ospiti. Se da un lato l'espressione decorativa è compatibile con quella ottocentesca, la mancanza di maioliche a parete che caratterizzavano questo genere di stanze lasciava però aperte ulteriori ipotesi. 
Per via della costosa pittura a olio in cui la Camera è interamente realizzata, lo storico Gaetano Basile indicò che l'appartamento fosse la dimora di un facoltoso commerciante di origine araba fra Settecento e Ottocento. Ma fu Vittorio Sgarbi ad avanzare l'idea che la stanza fosse adibita a luogo di meditazione, vista la costante ripetizione delle iscrizioni sulle pareti. La conferma arrivò grazie a tre ricercatori dell'Istituto di lingue orientali e asiatiche dell'Università di Bonn: Sarjoun Karam, arabista, poeta e docente di arabo; Chiara Riminucci-Heine, archeologa e iranista; e Sebastian Heine, iranista e specialista in lingue orientali. Dopo oltre un anno di studi, venne accertato che le iscrizioni non erano meramente decorative ma di difficile lettura e realizzate, con tutta probabilità, da un artigiano locale che trascrisse il testo da sinistra verso destra piuttosto che da destra verso sinistra, come avviene in lingua araba. Non fu tuttavia possibile escludere che tale modalità sia in realtà stata intenzionale. 
Le iscrizioni più grandi evocano i tughra, i sigilli dei sultani ottomani, e sono presenti come invocazioni per tenere lontano dalla stanza eventuali forze negative. L'epigrafe ripetuta su tutte le pareti è invece attribuibile a una delle massime del profeta Maometto: «Sia lodato Dio, niente è simile a lui», e al suo interno ne nasconde un'altra in latino: “Recto lucet” ("Brilla di rettitudine"). Anche i dipinti delle lampade sul soffitto hanno un significato spirituale, perché, secondo i ricercatori, sarebbero la concettualizzazione della sūra della luce nel Corano. Le cinque fiammelle che si alzano dal braciere, rimandano infatti al valore simbolico del numero: cinque come i pilastri dell'Islam; una simbologia che lascia ritenere che il committente fosse persona vicina all'arabista Michele Amari. 
A sostegno di quest'ultima possibilità v'è il fatto che l'edificio in cui è sita la “Camera delle Meraviglie” era di proprietà di Stefano Sammartino, duca di Montalbo, ministro delle finanze e capo della polizia borbonica, ritenuto affine alla massoneria. Proprio Sammartino potrebbe dunque essere stato il committente della stanza, forse dedicata anche a riti esoterici. Da notare, infatti, oltre la ricorrenza del numero cinque, anche la tipica ricorrenza del numero sette: sette sono le righe sulle quali sono disposte le iscrizioni, sette le lampade dipinte su ogni lato della volta, e sette sono le aperture dell'ambiente, in una correlazione tra sufismo e liturgie massoniche. Gli stessi ricercatori convennero che: “Si tratta di una "camera magica", un esempio unico nel mondo occulto islamico”. 
A riprova dell'unicità della Camera, oltre agli elementi decorativi, va rilevata persino l'esistenza di un elemento musicale. In seguito al suggerimento di una visitatrice, Giuseppe Mazzamuto, vibrafonista e percussionista dell'Orchestra sinfonica siciliana, sovrappose uno spartito trasparente alle iscrizioni verificando una sequenza di note tra i tondi delle lettere. La sequenza, in Sol, Sol, Re, Sol, Mi, Fa, Mi, Fa, Fa, Re, Mi, Sol, ha la particolarità di poter essere letta e suonata sia da sinistra verso destra sia viceversa. In base alla sequenza, Mazzamuto ha composto una melodia, intitolata, appunto, "Melodia della camera delle meraviglie". Alla Camera delle meraviglie è stato dedicato anche un componimento poetico di Ezio Bosso; nonché dei documentari di Salvatore Militello e Francesco Dinolfo; e un libro, La camera delle meraviglie, a cura dei coniugi Cadili.